# Mniobryum bolivianum
Mniobryum bolivianum är en bladmossart som beskrevs av Brotherus in Herzog 1916. Mniobryum bolivianum ingår i släktet Mniobryum och familjen Bryaceae. Inga underarter finns listade i Catalogue of Life.